# Sokół czarny
Sokół czarny (Falco subniger) – gatunek średniej wielkości ptaka drapieżnego z rodziny sokołowatych (Falconidae) występujący jedynie w Australii.

## Systematyka
Gatunek monotypowy (nie wyróżnia się podgatunków). Podobnie jak w przypadku wielu sokołów, jego pokrewieństwo z innymi gatunkami jest niewyjaśnione. Może stanowić boczne odgałęzienie sokołów Starego Świata z grupy Hierofalco, takich jak raróg.

## Morfologia
Samice mają zwykle około 55 cm długości od dzioba po ogon, a mniejszy samiec mierzy jedynie 45 cm. Oprócz rozmiaru płcie wykazują duże podobieństwo. W porównaniu z sokołem wędrownym są jaśniejsze, mają nieco szerszą rozpiętość skrzydeł i dłuższe nogi. Wykazują większą zwinność na ziemi niż sokoły wędrowne, choć mniejszą niż sokoły brązowe. To ptaki o smukłej sylwetce i całkowicie ciemnobrązowym lub czarnoszarym upierzeniu. Podgardle jest jasne. Dziób i nogi są niebieskawo-białe. Upierzone nogi są krótkie i gdy siedzi na gałęzi, można zauważyć kwadratowe barki. Jak na ptaka o takich rozmiarach szybko lata dzięki swym ostrym, spiczasto zakończonym skrzydłom. W czasie szybowania ma nieco opuszczone skrzydła.
Pierwszoroczne sokoły czarne mają ciemnoczarne upierzenie przechodzące w ciemny brąz w następnych latach.

## Ekologia i zachowanie
Spotkać go można głównie na otwartych użytkach zielonych i obszarach zalesionych w półsuchych fragmentach australijskiego interioru.
Główną zdobyczą sokoła czarnego są ptaki, takie jak przepiórki, różne gatunki papug, szczygły, sroki, kruki, szpaki itp. Łapie również swe ofiary w locie, zlatując na nie od góry lub łapiąc w trakcie pościgu. Poluje też na zwierzęta żyjące na ziemi takie jak jaszczurki, króliki, szczury, myszy i małe torbacze. Znany jest z tego, że kradnie łupy innym gatunkom drapieżnym, np. pustułkom, kaniom i jastrzębiowatym z rodzaju Circus.

Często polują na skrajach płonącego buszu, by wyłapywać latające ofiary. Widziano jak samica sokoła czarnego zabija samca sokoła wędrownego i odwrotną sytuację na obszarach, gdzie oba gatunki konkurują o pokarm. Sokół ten należy do niewielu gatunków z tej rodziny, które widziano w trakcie jedzenia padliny. 
To ptak koczujący na większości swojego areału, podąża często za swymi ofiarami. W przeciwieństwie do sokołów Nowego Świata sokoły czarne nie bronią agresywnie swych gniazd przed drapieżnikami. Spadek liczebności populacji tych sokołów można przypisać podbieraniu jaj przez drapieżniki, takie jak introdukowane tu zdziczałe koty.

## Status
Międzynarodowa Unia Ochrony Przyrody (IUCN) uznaje sokoła czarnego za gatunek najmniejszej troski (LC – least concern) nieprzerwanie od 1988 roku. Liczebność populacji szacuje się na ponad 670–6700 dorosłych osobników. Trend liczebności populacji uznaje się za stabilny.